# Ставровский-Попрадов, Юлий Иванович
Юлий Иванович Ставровский-Попрадов (укр. Юлій Іванович Ставровський-Попрадов, 18 января 1850, Сулин (ныне Словакия) — 27 марта 1899, Прешов) — закарпатский поэт, грекокатолический священник.

## Биография
Образование получил в Прешовский гимназии и на юридическом и богословском факультетах Будапештского университета. Работал священником в селе Ярабина (Стара-Любовня), служащим в епископской канцелярии Прешова, настоятелем прихода в селе Чертижне (Медзилаборце). Увлекался славянскими языками. Скончался в возрасте 49 лет от воспаления легких, похоронен рядом с Адольфом Добрянским.

## Творчество
Юрий Ставровский-Попрадов является одним из ярчайших представителей русофильского направления в литературе закарпатских русинов. Он был сторонником карпато-русского просветителя и общественного деятеля Адольфа Добрянского и последовательно использовал русский литературный язык (хотя с некоторыми местными особенностями) в своей лирике.
Печатался в русской прессе Закарпатья, некоторые его произведения были опубликованы в Российской империи. . В сборник «Поэзия Попрадова» (1928) входят стихи «Я русский», «Семья», «На Бескидах», «К Уриил Метеору». В 1883 году написал «Русский букварь». Долгое время переписывался с известным украинским учёным, исследователем фольклора украинского Закарпатья Гнатюком.По мнению лингвиста и историка литературы Георгия Геровского, ранние стихи Ставровского-Попрадова написаны в духе архаичной силлабической поэзии, но в зрелом возрасте он овладел силлабо-тонической системой современного ему русского стихосложения, что ощутимо повысило его уровень как литератора.
Карпато-русский общественный деятель Николай Бескид отмечает что в лирике Ставровского-Попрадова наиболее отчетливо звучит два мотива — восхищение красотой родного края (пейзажная лирика) и обеспокоенность судьбой своего народа, его настоящим положением (гражданская лирика).
Моя отчизна здесь в Карпатах

Среди лесистых синих гор

Где мой народ в старинных хатах

Живет с неиследимых пор

Помимо стихов, Юрий Ставровский-Попрадов написал ряд этнографических работ, посвященным его малой Родине — карпато-русским окраинам Спиша и Шариша («Очерки из Попрадской Руси», «Сказки из Спишской Руси», «Ярмарки в одном городе на Спише» и др), также издал ряд работ лингвистического и исторического характера.
Творческое наследие Юрия Ставровского-Попрадова изучали карпато-русские историки и общественные деятели Николай Бескид и Степан Добош.